# تحويلة سكك

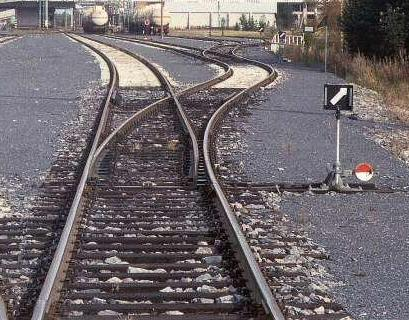
تحويلة سكة على الجانب الأيمن ذات مؤشر نقطة يشير إلى اليمين

رسم تخطيطي متحرك لتحويلة سكك يمنى

التحويلة أو المُحوِّلة أو التفريعة أو التفرّع أو المفصل أو المفتاح هي تركيب يسمح بتوجيه قطارات السكك الحديدية من سكة إلى أخرى، مثل تقاطع السكك الحديدية أو حيث يتفرع خط أو مسار جانبي.